# Bučí
Bučí (en allemand : Butsch, précédemment : Budsch) est une commune du district de Plzeň-Nord, dans la région de Plzeň, en République tchèque. Sa population s'élevait à 175 habitants en 2022.

## Géographie
Bučí se trouve à 18 km au nord-nord-ouest du centre de Plzeň et à 84 km à l'ouest-sud-ouest de Prague.
La commune est limitée par Loza au nord, par Mrtník au nord-est, par Krašovice au sud-est et au sud, et par Horní Bělá à l'ouest.

## Histoire
La première mention écrite de la localité date de 1240.

## Transports
Par la route, Bučí se trouve à 12 km du centre de Třemošná, à 16 km de Plzeň et à 110 km de Prague. 